# Église Saint-Georges de Gornje Selo
Pour les articles homonymes, voir Église Saint-Georges.
L'église Saint-Georges de Gornje Selo (en serbe cyrillique : Црква Светог Ђорђа ; en serbe latin : Crkva Svetog Đorđa ; en albanais : Kisha varrore Shën Gjergjit në Gornje Sellë) est une église orthodoxe serbe située à Gornje Sellë/Gornje Selo, au Kosovo, dans la commune/municipalité de Prizren/Prizren. Elle a été construite entre 1560 et 1570. Elle dépend de l'éparchie de Ras-Prizren et est inscrite sur la liste des monuments culturels d'importance exceptionnelle de la république de Serbie ; elle figure également sur la liste des monuments culturels du Kosovo.

## Présentation
Par son style architectural et par celui de ses fresques, l'église Saint-Georges, située dans le cimetière du village de Gornje Sellë/Gornje Selo, peut être datée d'une période allant des années 1560 au début du XVIIe siècle.
La partie la plus ancienne de l'édifice est constituée par une nef unique voûtée en berceau ; construite en pierre, elle dispose de niches avec un autel et une prothèse (annexe de l'autel). Peu de temps après la construction, la nef a été élargie, offrant à l'église deux entrées, l'une à l'ouest, l'autre au sud ; l'entrée méridionale est surmontée d'un linteau orné d'une croix et de deux oiseaux se faisant face. Au XIXe siècle a été construit un narthex au-dessus duquel se dresse un clocher hexagonal.
Les fresques sont conservées uniquement dans la partie la plus ancienne de l'église, sur les trois murs subsistants du bâtiment d'origine. En raison de la liberté de leur dessin et de leurs couleurs vives, elles sont attribuées aux maîtres qui ont travaillé à l'église Saint-Nicolas de Bogoševci et à l'église Saint-Nicolas de Gotovuša, ce qui permet de les dater de la fin du XVIe siècle.
Des travaux de restauration ont été réalisés au cours de l'été 1998.